# Seimu
Keizer Seimu (成務天皇, Seimu-tennō) was de dertiende keizer van Japan, volgens de traditionele opvolgvolgorde.
Er kunnen geen concrete data over zijn leven worden gegeven en hij wordt door historici eerder gezien als legende. Dit betekent echter niet dat hij nooit heeft bestaan, maar dat er niet genoeg bewijzen voor zijn. De Japanners erkennen hem echter wel als een historische figuur.
* Regent Jingu staat niet op de traditionele lijst.